# 난융 금속
난융 금속(Refractory metal)은 녹는점이 철의 녹는점 1,539°C보다 높은 금속의 총칭이다. 내화 금속이라고도 한다. 내열합금은 니켈이나 코발트의 합금이며 약 1,100°C까지 사용되지만 1300°C 이상도 견디는 것만을 취급하는 재료이다. 니오븀·바나듐·탄탈럼·티타늄·지르코늄·하프늄·몰리브덴·레늄·텅스텐 등이 이 부류에 속한다. 반대말은 가융 합금이다.

## 같이 보기
- 내화물